# Berlin (musikalbum)
Berlin är rockmusikern Lou Reeds tredje soloalbum, utgivet 1973.
Berlin är ett konceptalbum där låtarna bildar en löst sammansatt berättelse, en mörk kärlekshistoria mellan två drogmissbrukare i staden Berlin. Musiken på albumet är nedstämd med texter kring teman som depression, droger och självmord, i kontrast mot den betydligt gladare föregångaren, Transformer från året före. Man kan lätt dra slutsatsen att albumets historia handlar om Lou Reed själv, detta är dock inte fallet. Karaktärerna i albumet är helt fiktiva.
Reed och producenten Bob Ezrin hade planer på en scenshow baserad på albumet, men dålig kritik och försäljningssiffror i USA gjorde att dessa lades på hyllan. Med tiden har albumet kommit att ses som ett av Reeds främsta och i december 2006 gjordes till slut en serie konserter på St. Ann's Warehouse i Brooklyn där Berlin spelades i sin helhet. Konserterna filmades av regissören Julian Schnabel och gav även upphov till livealbumet Berlin: Live at St. Ann's Warehouse.

## Låtlista
Samtliga låtar skrivna av Lou Reed.
1. "Berlin" - 3:24
2. "Lady Day" - 3:39
3. "Man of Good Fortune" - 4:38
4. "Caroline Says I" - 3:57
5. "How Do You Think It Feels" - 3:42
6. "Oh Jim" - 5:14
7. "Caroline Says II" - 4:13
8. "The Kids" - 7:55
9. "The Bed" - 5:51
10. "Sad Song" - 6:55

## Listplaceringar
| Lista (1973)   | Position            |
| -------------- | ------------------- |
| Danmark        | 21 (DR "Top 30")    |
| Kanada         | 51 (RPM)            |
| Storbritannien | 7 (UK Albums Chart) |
| Sverige        | 15 (Kvällstoppen)   |
| USA            | 98 (Billboard 200)  |